# John Butler
John Butler (Torrance, California, 1 de abril de 1975) es un músico australiano nacido en Estados Unidos. Hijo de padre australiano y de madre estadounidense, se mudó con su familia a Australia el 26 de enero de 1986. Es el líder de John Butler Trio, banda que ha alcanzado dos discos de platino en Australia con Three (2001) y con Living 2001-2002 (2003). Su álbum Sunrise Over Sea (2004) debutó en el número uno el 15 de marzo de 2004, y consiguió el disco de oro en la primera semana tras su lanzamiento.

## Comienzos musicales
Tras pasar su infancia en Pinjarra, Australia Occidental, Butler comenzó su carrera musical como músico callejero en Fremantle, Australia Occidental, antes de alcanzar la fama actual. Los dos primeros álbumes de su banda (John Butler-1998 and JBT EP-2000) tuvieron un ligero éxito, otorgando a la banda numerosos seguidores mediante el "boca a boca". Su despegue se produjo con "Three" en el 2001, el cual incluye temas como "Take" y "Betterman", los cuales fueron muy bien recibidos por la emisora de radio australiana Triple J, siendo favorablemente calificados en el Top100 de dicha emisora. Las apariciones en el Big Day Out y otros grandes festivales comenzaron a sucederse. En el momento en el que su álbum Sunrise Over Sea salió al mercado tres años después, el sencillo Zebra obtuvo una mejor acogida en las emisoras de radio y otorgó mucho más éxito a la banda. En el 2006, la banda promocionó el álbum intensamente en los Estados Unidos.

## Vida como músico
Butler es franco, directo y consecuente con sus creencias política y éticas, y en numerosas ocasiones hace llamados a la paz, a la protección del medio ambiente y al respeto y al amor, en sus actuaciones. Butler ha apoyado la The Wilderness Society y la campaña Save Ningaloo Reef. Entre sus señas de identidad encontramos sus rastas, las cuales se cortó en 2008: "Si, finalmente me las corté, y me siento genial. Llevaba pensando en ello un tiempo, y simplemente lo hice. Aunque me encantan las rastas, no eran lo que necesitaba en este momento, y necesitaba un cambio". Su largas uñas, indispensables para la técnica musical que utiliza en ciertas canciones, son otra de sus señas.

## The JB Seed (La Semilla JB)
En 2005, John Butler y Danielle Caruana, su mujer, inauguraron el programa JB Seed de apoyo a la expresión artística, buscando así alentar "la diversidad social, cultural y artística en la sociedad australiana".
En ese primer año, John Y Danielle, invirtieron 80,000 dólares en dicho proyecto, la mayor parte de ellos en becas. Desde entonces, además de John Y Danielle, engloban el equipo de JB Seed Paul Kelly, Correne Wilkie (Manager, The Cat Empire), Paul and Michelle Gilding (Ecoscorp), Maureen Ritchie, Missy Higgins, John Watson (Eleven Music), John Woodruff (JWM Productions), Sebastian Chase (MGM Distribution) y Philip Stevens (Jarrah Records), The Waifs y Blue King Brown
El fondo de JB Seed pasó de tener 95,000 dólares en 2006, a 110,000 dólares en 2007 y 125,000 en 2008. Con estos fondos se busca apoyar a artistas en numerosas categorías como, por ejemplo, música aborigen (indígena), activismo social a través del arte y desarrollo profesional en la industria musical.

## Actuaciones en directo
Los directos de John está directamente influenciados por su experiencia como músico callejero en Fremantle. Su estilo bebe del Blues, de la música celta o hasta de estilo indios. John es conocido por tocar largas composiciones instrumentales como "Mist", "Spring", "Under an Indian Sky", o la más conocida "Ocean".

## Equipamiento
John toca la armónica, el didgeridoo, la batería y multitud de instrumentos acústicos como la guitarra acústica de 11 cuerdas (una guitarra de 12 cuerdas a la que le quita la sexta cuerda, Sol Mayor, debido a las preferencias y enseñanzas de su profesor de guitarra Ori Rossi), el lapsteel y el banjo. Butler usa principalmente una Matón de 11 cuerdas y amplificadores Marshall JMP Super Lead Head, con un cabinet Marshall 4x12, reconocible por la bandera con la Cruz del Sur pintaba en su frontal. John usa varios efectos, entre los que se incluye: distorsión, reverb/delay y una pedal wah wah, que le permiten adquirir un sonido único.

## Últimos Proyectos
Actualmente, el resto de John Butler Trio está formado por Grant Gerathy (batería) y Byron Luiters (bajo). Los miembros anteriores fueron Nicky Bomba (batería del 2009 al 2013) y Michael Barker (batería del 2003 al 2009), ( y los bajistas Jason McGann, Gavin Shoesmith, Andrew Fey (de 1998 al 2002), y Shannon Birchall (del 2002 al 2009).
En septiembre del 2006, John Butler Trio sacó un diario promocional del proceso de grabación de su último álbum Grand National, el cual salió al mercado en Australia el 24 de marzo de 2007. Tras este lanzamiento, el álbum alcanzó el número uno en la lista de éxitos ARIA, y la siguiente semana, el 5 de abril de 207, John Butler Trio dio un concierto gratis en Federation Square, en el centro de Melbourne. En dicho show colaboraron todos los músicos que participaron en la grabación de Grand National, como Vika and Linda Bull and Jex Saarhelart. El actual batería, Nicky Bomba, también hizo una colaboración en la canción "Groovin Slowly".
En los premios ARIA 2007, John Butler Trio tocó "Funky Tonight" en colaboración con otro músico australiano, Keith Urban. Los oyentes de la emisora Triple J eligieron a "Grand National" como su álbum favorito de 2007.

## Vida personal
John Butler conoció a su mujer Danielle Caruana en Broome, en 1999. Tienen dos hijos, una hija llamada Banja y un hijo llamado Jahli. Danielle, cuyo nombre artístico es "Mama Kin", forma parte del movimiento musical independiente australiano, y participó como corista en "Sunrise Over Sea".

## Pasatiempos
John Butler ha practicado el skateboard a lo largo de toda su vida, como una manera de alejarse de la presión de escribir y componer canciones. Solía acudir, montado en su skateboard, al lugar en el que tocaba en Fremantle como músico callejero.

## Discografía

### Con John Butler Trio
Ver John Butler Trio

### Solo
- One Small Step, 2008